# Ordinul Steaua Polară

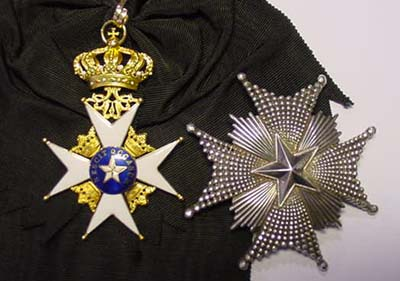
Ordinul regal al Steaua Polară

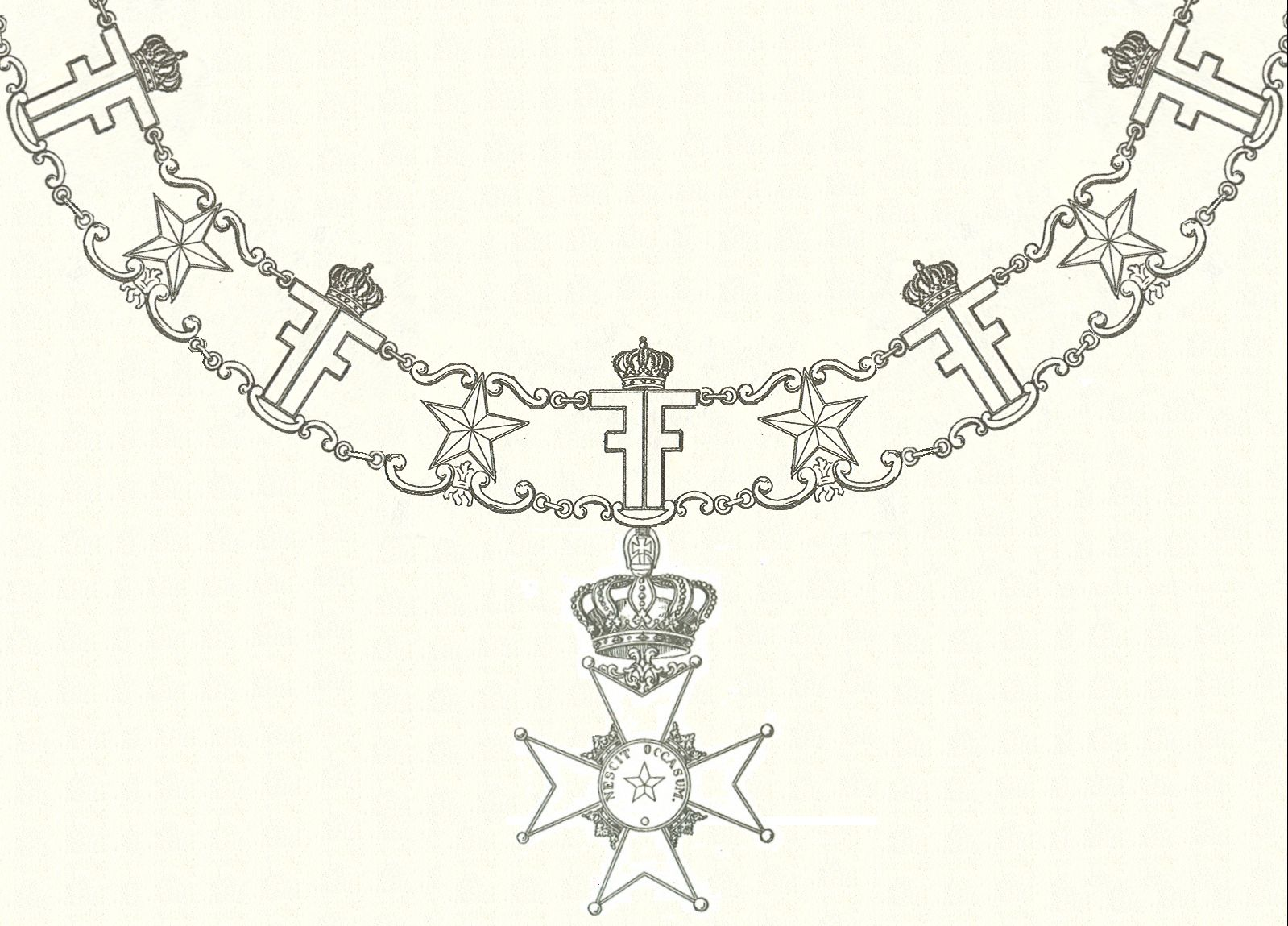
Colierul Ordinului Steaua Polară și Steaua ordinului

Ordinul Steaua Polară (în suedeză: Nordstjärneorden) este un ordin suedez de cavaleri instituit de către regele Frederick I al Suediei pe data de 23 februarie 1748, împreună cu Ordinul Sabiei și Ordinul lui Serafim.
Din 1975 ordinul este dat numai străinilor pentru merite în domeniul cultural, științific și de afaceri, dar din 1995 regele poate decerna anumite grade ale ordinului și membrilor familiei regale.
La început ordinul avea cordon negru, dar după reforma ordinelor (revizuită ultima dată în 1995), cordonul este albastru cu două margini galbene, pentru a se vedea mai clar că este un ordin suedez.
Membrii care nu sunt cavaleri, de exemplu preoți și femei, se numesc Ledamot.

## Grade
Există 4 grade.
- Comandor al Marii Cruci
- Comandor
- Cavaler Clasa I
- Cavaler

## Purtători ai ordinului (selecție)
- Baron Pie de Crombrugghe de Looringhe, diplomat (Comandor Mare Cruce, 24 mai 1841)
- Mohammed Al-Amoudi, investor din Etiopia (2007)
- Johan Magnus Almqvist, teolog și politician (1862)
- Jonas Alströmer, părintele industriei textile și al tâmplăritului în Suedia (1748)
- Elias Magnus Fries, botanist și specialist în micologie, fondator al micologiei sistematice (1859)
- Greta Garbo, actriță (1983)
- Sven Grapenson, medic rural în Norrbotten (1966)
- Rodrigues Hermes da Fonseca Filho, diplomat brazilian (1956)
- Gunnar Lagergren, magistrat (1979)
- Hjalmar Lundbohm, inginer și geolog (1907)
- Olof Molander, regizor de teatru (1953)
- Valeriu Munteanu, traducător și lector de limbi scandinave la Universitatea din București (1981) [2]
- Giorgos Andreas Papandreou, politician grec (1999)
- Karl A Pekkari, (n. 1922 d. 2007), pedagog
- Bengt Petri, politician (1960)
- Carl Axel Petri, politician, președintele Curții Supreme (1968)
- Christopher Polhem, geniu mecanic și tehnic (probabil în 1748)
- Jaakko Smolander, șeful grănicerilor din Finlanda (2008)
- Susan Sontag, scriitoare americană (2004)
- Rudolf Walden, industrialist și general finlandez (1929)
- Laura Codruța Kövesi, procuror-șef al DNA (2016)